# 431년

## 연호
- 유송(劉宋) 원가(元嘉) 8년
- 북위(北魏) 신가(神䴥) 4년
- 서진(西秦) 영홍(永弘) 4년
- 북량(北凉) 승현(承玄) 4년 / 의화(義和) 원년
- 북연(北燕) 태흥(太興) 원년
- 하(夏) 승광(勝光) 4년

## 기년
- 유송(劉宋) 문제(文帝) 8년
- 북위(北魏) 태무제(太武帝) 8년
- 신라(新羅) 눌지 마립간(訥祗麻立干) 15년
- 고구려(高句麗) 장수왕(長壽王) 19년
- 백제(百濟) 비유왕(毗有王) 5년

## 사건
- 동로마 제국의 에페소에서 에페소 공의회를 개최하였다.
- {5호 16국}의{흉노}계통나라 하나라가 티베트의 공격을 받아 멸망하였다.